# Milo (bebida)
Milo es una marca de bebidas de Nestlé solubles en leche. Fue creada por el australiano Thomas Mayne en 1934 y se distribuye en Asia, Oceanía y América Latina.
El nombre Milo es una referencia al atleta griego Milón de Crotona, que según la leyenda poseía una fuerza legendaria. Por esta razón, el producto se comercializa en lata verde con imágenes de deportistas, asociados a la recuperación de energía y nutrientes. Milo se diferencia de Nesquik y Carlos V, las otras marcas de cacao soluble de Nestlé, en que tiene malta. Esta bebida aporta al cuerpo grasa, colesterol, carbohidratos, fibra dietaría, azúcar, proteínas, vitamina A, vitamina C, calcio, hierro, vitamina D, riboflavina, niacina, vitamina B6, vitamina B12  y fósforo.[cita requerida]